# Rödbrynad tangara
Rödbrynad tangara (Heterospingus xanthopygius) är en fågel i familjen tangaror inom ordningen tättingar.

## Utseende och läte
Hane rödbrynad tangara är svart med ett tydligt rött ögonbrynsstreck och en vit fläck på bröstsidan. Den har även gult på skuldrorna och övergumpen, men det kan vara svårt att se, framför allt på sittande fågel. Honan har också den vita bröstfläcken, men är grå istället för svart och saknar det röda ögonbrynsstrecket. 

## Utbredning och systematik
Rödbrynad tangara delas in i två underarter:
- Heterospingus xanthopygius xanthopygius – förekommer längst ut i östra Panama och norra Colombia
- Heterospingus xanthopygius berliozi – förekommer i Stillahavssluttningen i västra Colombia och nordvästra Ecuador

## Levnadssätt
Rödbrynad tangara hittas i låglänta områden och lägre bergstrakter. Den ses i par eller smågrupper i skog, skogsbryn och ungskog, ibland sittande väl synligt. Fågeln deltar ofta i kringvandrande artblandade flockar.

## Status och hot

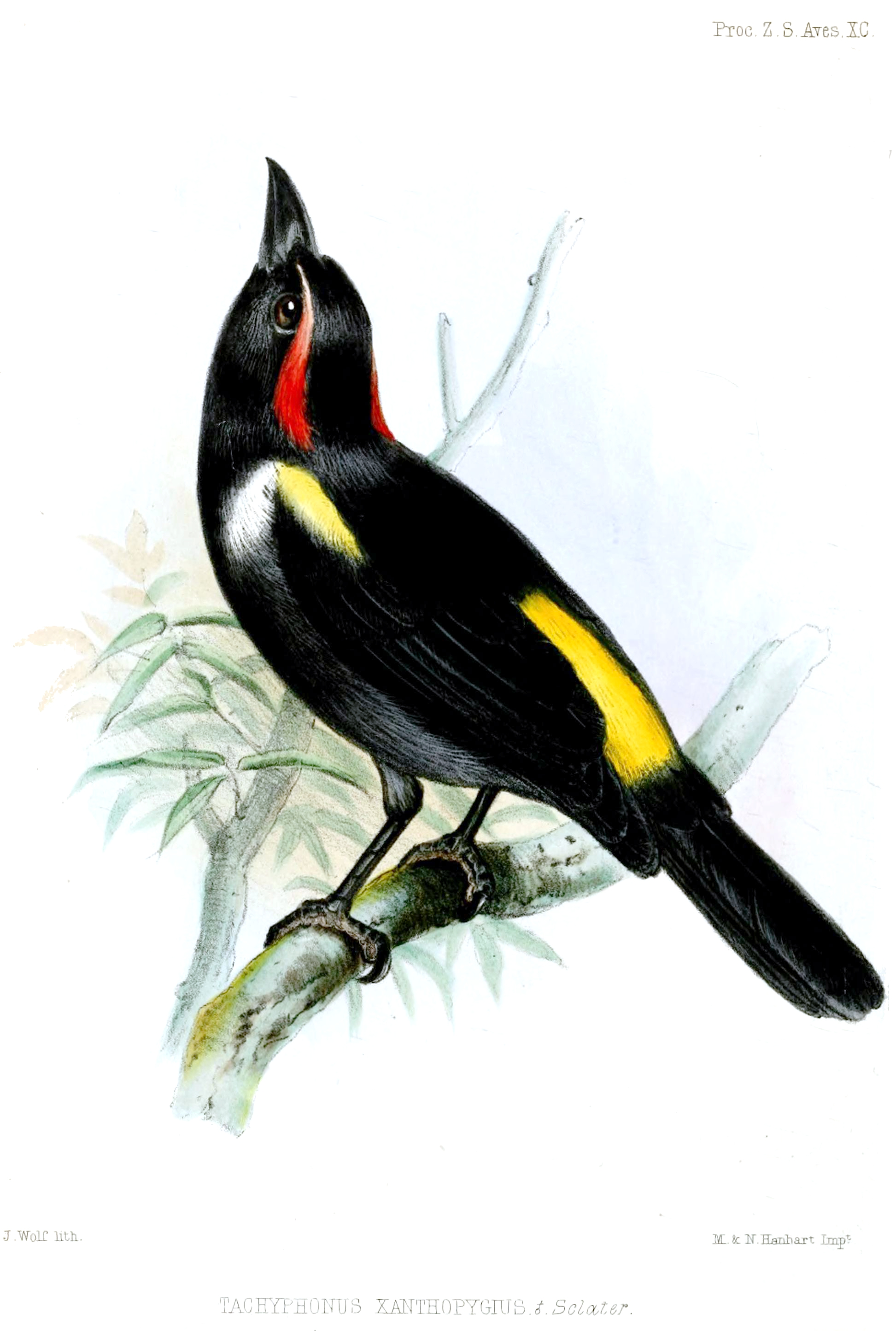

Arten har ett stort utbredningsområde, men tros minska i antal, dock inte tillräckligt kraftigt för att den ska betraktas som hotad. Internationella naturvårdsunionen IUCN listar arten som livskraftig (LC). Beståndet uppskattas till i storleksordningen 50 000 till en halv miljon vuxna individer.